# お供馬の走り込み
お供馬の走り込み（おともうまのはしりこみ）は、愛媛県今治市菊間町にある加茂神社で行われる神事。毎年10月第3日曜日に行われる。「お供馬の神事」として、愛媛県指定無形民俗文化財に指定されている。

## 概要

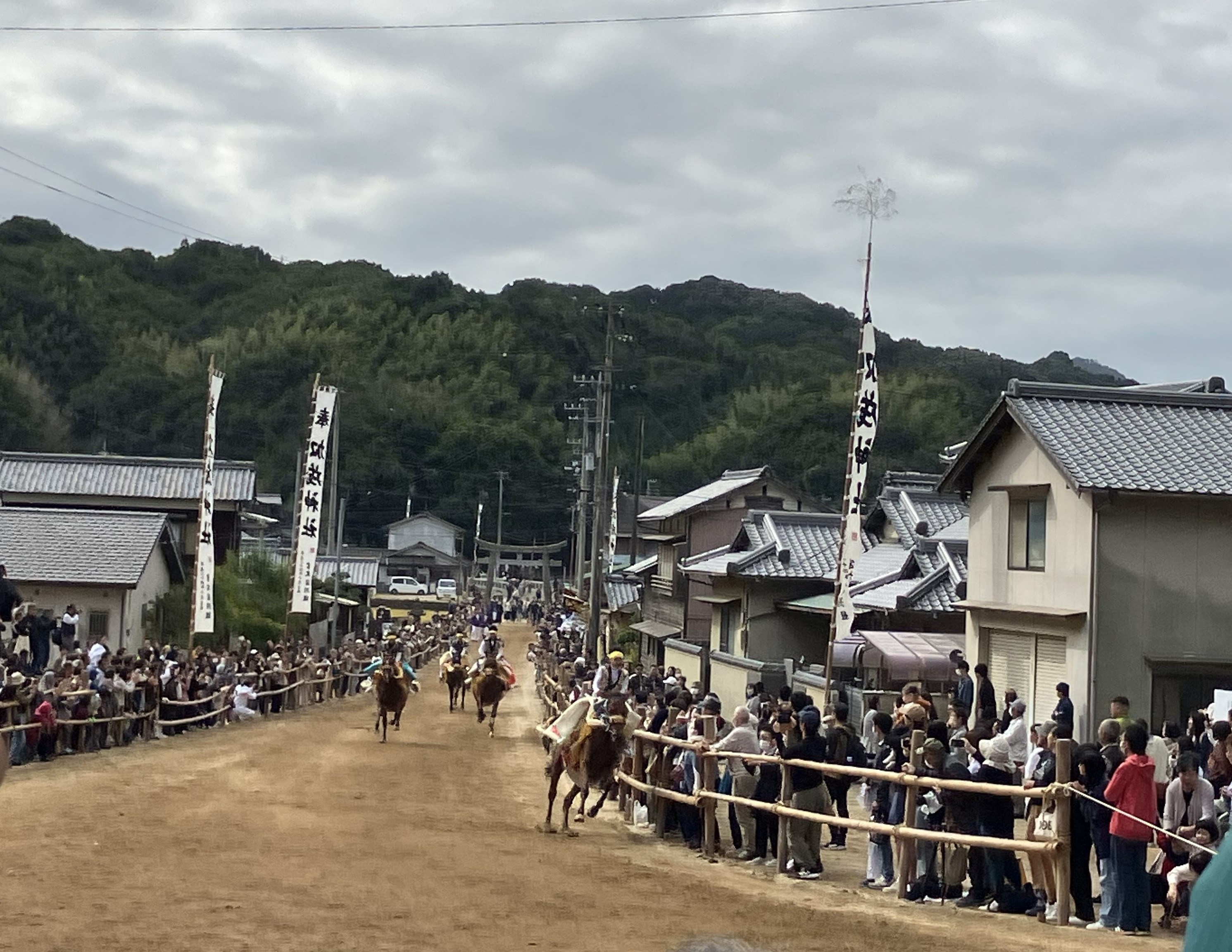
参道を駆け抜けるお供馬

お供馬の走り込みは「加茂神社秋季大祭」の神事の一つであり、牛鬼、池原獅子、神輿などの神事が同時に行われる。池原獅子を行う池原獅子舞保存会は、愛媛県の県指定無形民俗文化財である「今治及び越智地方の獅子舞」の保護団体として登録されている。
正装された馬にお祭り用のくらや装飾具を身に付け、3歳から15歳までの少年が「乗子」となり、神社の鳥居から境内までの約300mを「ホイヤー、ホイヤー」の勇ましい掛け声と共に一気に駆け抜ける勇壮華麗な走り込み行事が行われている。

## 歴史
室町時代の頃に始まったと考えられている。起源は、京都上賀茂神社葵祭の競馬会に由来すると言われている。

## お供馬
かつては、それぞれの家庭で飼育する馬が「お供馬の走り込み」に参加していたが、高度成長期に農業の機械化が進むと農耕馬の飼育数が減少。1975年に町内の馬主が「愛馬会」を結成し、北海道から馬を買い付け、それぞれ馬主として馬の飼育をするようになった。
以来、長年にわたって「愛馬会」に所属する馬主が日々の世話を担い、練習から乗り子の指導までを受け持ってきた。だが「愛馬会」会員の平均年齢が高くなるにつれ、飼育が大変になったなどの理由で馬数は減少。「このままでは伝統文化が途絶えてしまう」と危機感を抱いた「愛馬会」では、2017年に引退馬の支援を行うサンクスホースプロジェクト（現:サンクスホースプラットフォーム）と連携し、競走馬を引退した馬の受け皿となっている。
引退馬の支援により馬数は確保できたが、個人の飼育負担が大きいという課題は残り、競走馬であったサラブレッドは、日常的に運動場で走らせたり、公道を歩かせたりと運動させる必要もある。持続するには地域で馬を飼育する仕組みづくりが必要だと考えた「愛馬会」会員有志は、2020年に地域内外の人たちに馬と親しんでもらうことで飼育環境を維持しようとNPO法人菊馬会を設立している。菊馬会では、「お供馬」の情報発信とともにホースセラピーなどの取り組みを行っている。

## 周辺
- 今治市立菊間小学校
- 今治市立菊間中学校
- かわら館
- 菊間駅

## 会場アクセス
- 西瀬戸自動車道今治インターチェンジより車で約30分。
- JR菊間駅より徒歩で約15分。
- 瀬戸内運輸（せとうちバス）「JA菊間」バス停より徒歩で約16分。